# Algonac
Algonac est une cité située dans le comté de Saint Clair, dans l’État du Michigan, aux États-Unis. Selon le recensement de 2000, sa population est de 4 613 habitants.

## Source
- (en) Cet article est partiellement ou en totalité issu de l’article de Wikipédia en anglais intitulé « Algonac, Michigan » (voir la liste des auteurs).